# 林文察
林 文察（りん ぶんさつ、台湾語：Lîm Bûn-chhat、1828年3月4日 - 1864年12月1日）は、清末の軍人。字は密卿。小刀会の乱、戴潮春の乱の鎮圧に尽力し、福建省・浙江省・江西省で太平天国軍と戦った。子に林朝棟がいる。

## 生涯
清朝統治時代の台湾の彰化県阿罩霧荘（現在の台中市霧峰区）で林定邦の長男として生まれた。霧峰林家の第5世代にあたる。林家は代々開墾に努め、この時期には相当な財を蓄えていた。幼時から学問を学んでいたが、関羽や岳飛にあこがれ、槍・刀・鉄砲の訓練を好んだ。
1850年、林定邦と林媽盛の間で衝突がおこり、その中で林定邦は弾丸にあたって死亡した。この時、22歳であった林文察は単身で林媽盛を襲撃し、父親の墓前で殺害して仇を討った。家人に累に及ぶのを恐れ、台南府城に自首した。

### 小刀会との戦い
1853年、小刀会の蜂起がおこり、安渓・永安・アモイが陥落したが、翌年には一部が台湾に渡り、鶏籠（現在の基隆）を占拠した。北路協副将曽玉明は林文察の才を聞き、林家の影響力も考えて、助勢を求めた。林文察は200名の団練を率いて小刀会を大敗させ、鶏籠を回復した。この功績により林媽盛殺害事件に対して無罪が言い渡された。1857年、太平天国軍の傍系の勢力である郭万淙が小刀会を再建し、書佔山を根拠地として、翌年に麻沙を陥落させ、建陽を包囲した。台湾鎮総兵邵連科は義勇軍を募り、林文察は420人を率いて参加した。閩浙総督王懿徳は1859年2月に林文察を正式に遊撃に任用した。5月に林文察は友軍とともに建陽の包囲を解き、北上して麻沙の敵兵を殲滅して、回復に成功した。引き続き林文察は郭万淙を追撃して投降させた。郭万淙の残党は土匪の胡熊と合流したが、林文察は大田を大軍で包囲して、胡熊は投降した。林文察は参将に昇格し、その後さらに副将に昇進した。

### 太平天国との戦い
1860年末、太平天国軍は江西省常山を根拠地として、江山を攻撃した。1861年1月14日、林文察は命を受けて兵2千を率いて支援に赴いたが、城は陥落した。奪回を命じられた林文察は12月20日に雨の中出撃し、大渓攤で太平天国軍を襲撃し、数十人を殺害した後撃退し、大渓攤に駐屯した。翌々日軍は江山城外に至り、これを包囲した。太平天国軍は北門と西門から出撃し、混戦となった。激戦の後、太平天国軍は惨敗して無数の死者を出し、城内に引き上げた。この後の攻城戦で太平天国軍の勢いは衰えて、2月4日に総攻撃をかけた。1日の混戦の結果、410人の敵を殺害し、160人の敵を捕えて、翌々日奪回に成功した。その後追撃戦に移り、2月11日の常山奪回に貢献した。寡兵をもって多数に勝利することで、戦局は逆転した。
3月5日、太平天国軍の彭大順が連城を陥落させ、泉州と漳州を脅かすようになった。閩浙総督の慶瑞は浙江省にいた提督の曽玉明と林文察を福建省の支援に回し、自ら督戦にあたった。4月18日、両名は湖口に駐屯して、攻め込んできた太平天国軍を撃退した。5月7日、林文察は姑田を奪回し、金雞嶺に駐屯した。16日、亨子堡を急襲し、廖得全を先鋒として敵をおびき寄せ、伏兵で襲いかかった。この戦いで太平天国軍は惨敗し、連城の奪回に成功した。18日、曽玉明と張啓煊が汀州攻略に向かうと、林文察も支援のために出兵した。23日に総攻撃をかけ、25日に奪回に成功した。この戦いでの林文察の活躍はめざましく、総兵に欠員ができた時の補欠としての資格を得た。7月に曽玉明と林文察は再び浙江省の支援を命じられ、途上で沙県と汀州の土匪を討伐した。
9月25日、太平天国の忠王李秀成は常山を陥落させ、衢州府城を包囲した。慶瑞は林文察の台湾義勇兵2千と李元度の兵8千を支援に派遣した。この後、曽玉明と林文察の両軍は左宗棠の指揮下に入った。林文察は北上して浦城・江山を経由して金華を攻撃した。林文察は戦功をたて衢州の包囲を解くのに貢献した。追撃の準備をしているときに祖母の死去の報が入ったが、太平天国軍が迫り趙起率いる金銭会が蜂起するという緊迫した情勢のため慶瑞は軍に留まるように上奏した。12月10日、李秀成は杭州を占領し、浙江巡撫王有齢と杭州将軍瑞昌は自殺し、慶瑞は免職となった。林文察は軍を率いて建寧に至り、杭州攻略の準備をしていたが、台湾からの新兵がまだ到着していないため慶州の攻略を命じられた。
1862年、林文察の弟の林文明は兵4700人を率いて竜泉に駐屯し、遂昌攻略の準備を進めた。この時の太平天国軍は3万人であった。4月7日、林文察は林文明・督司陳慶善・把総林廷棟らを率いて大港頭で夜襲を行った。4月23日、太平天国軍は遂昌の県城を占領し、松陽の軍勢とあわせて4万人の多数にのぼった。侍王李世賢も軍を率いて支援し、林文察軍の退路を断つ準備を始めた。4月27日、太平天国軍1万人の迎撃にあたった。大砲で敵を驚かせ、四散したところを、埋伏させた3千の兵で攻撃し、撃退に成功した。その晩の敵軍の夜襲も撃退し、千人余りの難民を救出した。4月30日、林文察は林文明らに命じて潘村に打って出て、団練の協力を得て2万の敵軍を破り、勢いに乗って遂昌の敵陣を襲って、数千人を討ちとった。遂昌一帯の奪回に成功し、太平天国軍の福建省への進入を阻止した。
その後、林文察は遂昌の守りを曽元福に任せ、軍を率いて浙江省松陽に向かった。5月14日、松陽の境界に到着し、連日猛攻を加えて17の砦を破壊した。5月23日、旧市で両軍は交戦に入った。林廷棟と李有福が敵軍をおびき寄せ、数万の敵軍が旧市に到着した時に埋伏させていた林文明隊が銃撃を加え、林文察は自ら敵陣に乗り込んだ。曽元福も支援に来て、3・4千人を討ちとった。5月24日、林文察は松陽県城攻略の準備を進めていたが、太平天国軍に援軍が来たため、再び旧市で戦闘となった。林文察と処州知府李澍所の率いる団練が協力し、数万の敵軍の撃退に成功した。その後一か月、補給の不足により太平天国軍の襲撃から防御するのみであったが、慶瑞が浦城より糧食を買って支援したため、7月1日に林文察は出撃することができ、激烈な戦闘を展開した結果、7月15日に数千人を討ちとる大勝をおさめ、松陽を奪回した。8月になって朝廷は林文察を四川省の建昌鎮総兵に昇進させた。その後処州に出兵し、8月14日に処州府城を、8月17日には縉雲県城を奪還した。この功により福建陸路提督に昇進した。
11月、林文察は武義に打って出るために李村に進駐した。しかし1863年1月に太平天国軍が10万の兵で縉雲を取った。その分隊が李村一帯で林文察と遭遇し、数回にわたって撃退された。そこで武義城内の太平天国軍が林文察を攻撃したが撃退されたので、守りを固くしてたてこもるようになった。2月28日、左宗棠が湯渓と龍遊を奪回したので武義は孤立した。林文察は林朝安に命じて夜襲をかけ、一夜にして武義を奪った。5月25日、林文察は正式に福甯鎮に総兵として赴いた。

### 戴潮春の乱の鎮圧
1863年9月10日、閩浙総督左宗棠から台湾に戻って戴潮春の乱を鎮圧するように命じられた。このとき台湾北部では台湾兵備道丁曰健が南下の準備を始めていた。11月24日、林文察は安平より上陸し、12月2日に嘉義に到着し、当地の2百数十荘は清軍に投降した。護理水師提督曽元福と作戦を協議した結果、嘉義と彰化を結ぶ道路を押さえてから、彰化を奪還する作戦をとった。こうして白瑛と関鎮国が斗六を攻め、彰化知県の凌定国は宝斗（現在の北斗鎮）から南進を開始した。林文察本人は許忠標らと海沿いに北上し、12月8日に麦寮郷に進駐して、南下した林文明と合流した。各方面の部隊は彰化県城を包囲し、12月13日に陥落させた。その後、斗六に向かい戴潮春を支持する30余りの村を殲滅し、斗六に迫った。しかし斗六の守りは固く、容易に落とせそうになかった。そこで1864年1月20日、各軍を城外に撤退させ、関鎮国の部隊を残した。1月26日、関鎮国は草に火をつけ煙をあげ、あわてている様を装った。そこに城内の敵が出撃したところを甘蔗畑に潜んでいた伏兵が襲いかかり、関鎮国隊と挟撃して、大敗させ、斗六城の回復に成功した。1月29日、戴潮春は降伏し、斬られた。
1月30日には林文察は四塊厝荘への攻撃を始め、2月18日に林日成を斬殺し、この地を回復した。

### 戦死
その後左宗棠に福建に呼び戻され、8月25日に泉州に到着し、10月7日に福州に到着した。そこで福建巡撫徐宗幹と協議して、兵力の増強を求めた。10月21日に延平に向かったが、途中で太平天国軍の李世賢が漳州を占領したと聞き、10月23日に福州に戻った。徐宗幹と福州将軍英桂と善後策を協議し、11月10日に漳州に向けて出兵した。しかし敗北を喫し、玉洲に退き、さらに万松関に移動した。12月1日、太平天国軍は数千人で林文察軍の軍営を攻撃し、林文察が出撃したところを、数万の兵で包囲した。林文察は奮戦したが、ついに戦死した。36歳であった。
林文察の死後、朝廷は太子少保銜と剛愍の諡号を贈った。

## 影響
林文察は早逝したとはいえ、太平天国との戦いに大きな影響を与えた。福建省に駐在している間、占領された郡県を取り戻しただけではなく、太平天国軍が江西省から東南部の沿海に勢力を拡張するのを防いだ。また浙江省に派遣されて、浙江南部が太平天国軍の手に落ちるのを防いだ。
家業に関して言えば、一郷勇から総兵の地位に昇り、林家は一地方の土豪から数千人の私兵を抱える有力な一族となった。彼が家長の間、戴潮春の乱を利用して大量の田畑を購入あるいは接収し、家産は倍増した。さらに戴潮春の乱を平定した功で台湾を含む全福建省の樟脳の販売の独占権を得た。霧峰林家の財力は全台湾の頂点に立ったのである。